# Instytut Ekologii Terenów Uprzemysłowionych
Instytut Ekologii Terenów Uprzemysłowionych – jednostka badawczo-rozwojowa Ministerstwa Klimatu i Środowiska, powołana w celu inicjowania, prowadzenia, koordynowania badań naukowych i prac badawczo-rozwojowych w zakresie ochrony środowiska – w odniesieniu do terenów silnie zurbanizowanych, uprzemysłowionych oraz prowadzenia działalności edukacyjnych, w szczególności w zakresie ekologii.

## Powstanie Instytutu
Instytut powstał w 1972 r. jako katowicki oddział Instytutu Ochrony Środowiska. W 1992 r. na mocy zarządzenie Ministra Ochrony Środowiska, Zasobów Naturalnych i Leśnictwa w sprawie podziału Instytutu Ochrony Środowiska wyłoniono dwie jednostki badawczo-rozwojowe: Instytut Ochrony Środowiska oraz Instytut Ekologii Terenów Uprzemysłowionych.
Obecnie Instytut działa na podstawie ustawy z 2020 r. o instytutach badawczych, ustawy z 2018 r. Prawo o szkolnictwie wyższym i nauce oraz statutu.

## Zakres działania Instytutu
Na podstawie statutu Instytutu Ekologii Terenów Uprzemysłowionych zatwierdzonego w 2021 r, przez ministra właściwego do spraw klimatu i środowiska, Instytut działa w obszarze ochrony środowiska, zdrowia środowiskowego i zrównoważonego rozwoju.
Działalność w zakresie badań naukowych i prac rozwojowych Instytutu obejmuje w szczególności zagadnienia:
- zrównoważonego rozwoju;
- ochrony środowiska i zarządzania jego zasobami;
- narzędzi wsparcia ekoinnowacji, w tym weryfikacji technologii środowiskowych;
- metodyki badań w zakresie ochrony i inżynierii środowiska;
- jakości i stanu środowiska, w szczególności w odniesieniu do terenów silnie zurbanizowanych
- uprzemysłowionych oraz obszarów zagrożeń ekologicznych, w tym:
- monitoringu zanieczyszczenia powietrza, wody i gleby,
- oceny stanu i jakości powietrza, gleby, wody i roślin w aspekcie oddziaływania na zdrowie ludzi,
- monitoringu ekosystemów leśnych i łąkowych z uwzględnieniem zmian bioróżnorodności,
- minimalizacji zagrożeń i przeciwdziałania degradacji środowiska powodowanej zmianami klimatu i czynnikami antropogenicznymi,
- ochrony środowiska przed substancjami niebezpiecznymi,
- rewitalizacji obszarów zdegradowanych,
- gospodarki zasobami i odpadami,
- metabolizmu miejskiego i instrumentów zarządzania zrównoważonym rozwojem obszarów miejskich z uwzględnieniem zmian klimatu,
- ochrony ekosystemów;
- nowoczesnych metod zarządzania jakością środowiska,
- efektywnego pozyskiwania i gospodarowania energią odnawialną,
- rozwoju i wdrażania biotechnologii środowiskowych,
- metod zlewowego gospodarowania wodami,
- kształtowania zrównoważonych wzorców produkcji i konsumpcji,
- opracowywania raportów i prognoz oddziaływania na środowisko,
- analizy ryzyka zdrowotnego i środowiskowego,
- adaptacji standardów europejskich w zakresie ocen oddziaływania produktów, procesów i usług na środowisko,
- wdrażania kartograficznych metod odwzorowania stanu i przemian jakości środowiska w czasie i przestrzeni z zastosowaniem Systemów Informacji o Przestrzeni,
- opracowywania i prowadzenia baz danych o jakości środowiska.

## Organy Instytutu
Organami Instytutu są:
- Marta Pogrzeba – dyrektor
- Piotr Cofałka – zastępca dyrektora
- Ewa Małota – zastępca dyrektora
- Rada Naukowa

### Dyrektor Instytutu
Dyrektor zarządza Instytutem przy pomocy zastępców. Dyrektor kieruje współpracą Instytutu z zagranicą i podejmuje decyzje o wyjazdach pracowników Instytutu, związanych z tą współpracą. Dyrektor może powoływać kolegia lub inne organy opiniodawczo—doradcze w liczbie nie większej niż sześć, określając skład osobowy oraz regulamin dotyczący zakresu ich działania i trybu pracy.
Dyrektor może ustanawiać pełnomocników lub prokurentów.

### Rada Naukowa
Rada Naukowa liczy osiemnastu członków.
W skład Rady Naukowej wchodzą pracownicy naukowi i badawczo-techniczni Instytutu w liczbie dziewięciu, z tego:
- nie więcej niż cztery osoby posiadające stopień naukowy doktora habilitowanego lub tytuł naukowy,
- nie mniej niż trzy osoby posiadające stopień naukowy doktora,
- dwie osoby nieposiadające stopnia naukowego doktora, doktora habilitowanego lub tytułu naukowego;
- osoby spoza Instytutu w liczbie dziewięciu osób.

Osoby z tytułem naukowym lub ze stopniem naukowym doktora habilitowanego, zatrudnione w pełnym wymiarze czasu pracy w Instytucie, wchodzą automatycznie w skład Rady, jeżeli ich liczba jest mniejsza lub równa liczbie cztery.